# إيران والإرهاب الذي ترعاه الدولة
منذ إعلان قيام الجمهورية الإسلامية الإيرانية في عام 1979، والحكومة الإيرانية تتهم من قبل الولايات المتحدة الأمريكية بتمويل، وتوفير المعدات والأسلحة والتدريب وتقديم الملاذ للإرهابيين.
وزارة الخارجية الأمريكية تصف إيران بأنها «دولة نشطة في رعاية الإرهاب». وصرحت وزيرة الخارجية الأمريكية كوندوليزا رايس قائلة: «إيران هي الدولة التي تعد من عدة أوجه بانها البنك المركزي للإرهاب في مناطق مهمة في منطقة الشرق الأوسط مثل لبنان من خلال حزب الله، ولدينا مخاوف عميقة حول ما تفعله إيران في جنوب العراق».

## الحكومة الإيرانية

### فيلق الحرس الثوري الإيراني

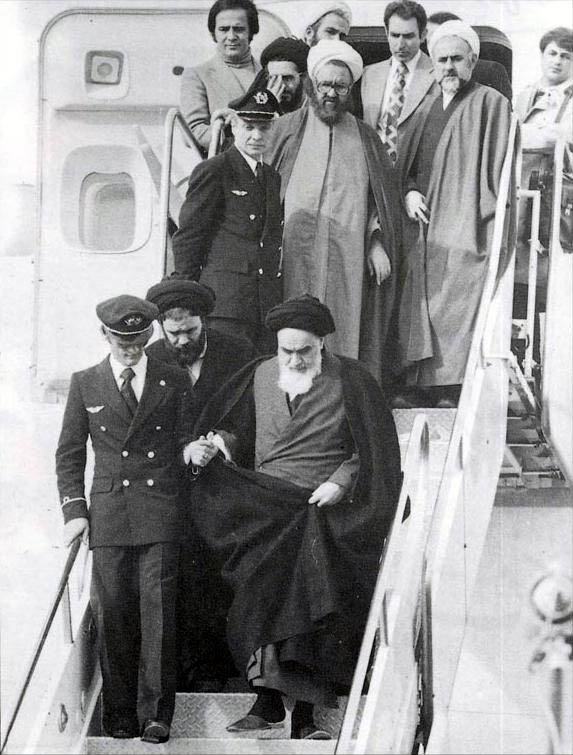
آية الله الخميني يصل إلى إيران

بعد سقوط الشاه محمد رضا بهلوي، أنشئت إيران الحرس الثوري الإيراني أو مايعرف أختصارا بـ (الحرس الثوري أو حرس الباسداران) وذلك لتعزيز السياسات المحلية الاجتماعية للحكومة. والتنظيم يُتهم بنشر أيديولوجيتها في المناطق المجاورة من خلال تدريب وتمويل «المنظمات الإرهابية». ومع حلول عام 1986، كان عدد أعضائه ما مجموعة 350,000 فرد، وأصبحا تملك قوة بحرية وجوية صغيرة. وبحلول عام 1996، بلغ عدد القوات البرية 100,000 وبلغ عدد القوات البحرية 20,000. ويعتقد بأن يستخدم ذراعه فيلق القدس لتدريب الإسلاميين المتشددين. حاليا، يجري تدريب وحدات فيلق القدس في كل من إيران والسودان.
في عام 1995، عقد الحرس الثوري الإيراني مؤتمر مع منظمات من جميع أنحاء العالم المتهمة بالضلوع في الإرهاب، وضم المؤتمر كل من، الجيش الأحمر الياباني، والجيش السري الأرمني، وحزب العمال الكردستاني، وحزب الدعوة الإسلامية العراقي، والجبهة الإسلامية لتحرير البحرين وحزب الله في بيروت. وذلك لغرض وحيد، وهو توفير التدريب لهذه المنظمات، والتي من المفترض أن تساعد في زعزعة استقرار دول الخليج وتقديم المساعدة للمسلحين في هذه البلدان ليحل محل الحكومات القائمة بحكومات مشابهة مع النظام القائم في إيران.
وتقول وزارة الخارجية الأمريكية أن هذه المنظمة تقدم الدعم لحركة حماس وحزب الله وحركة الجهاد الإسلامي في فلسطين. ويقولون أيضا بأن الباسداران قد قدم الكثير من الدعم والتدريب للمجموعات المسلحة التي تدعم المقاومة الفلسطينية. وهم متهمون أيضا بمساعدة التمرد في جنوب العراق. وفي 26 سبتمبر عام 2007، مرر مجلس الشيوخ الأمريكي تشريعا بتصويت بلغ 76-22، وذلك تسمية الحرس الثوري الإيراني كمنظمة إرهابية. الرئيس الأمريكي جورج دبليو بوش والكونغرس الأمريكي وضع الحرس الثوري الإيراني في إطار المبادئ التوجيهية التي نص عليها القرار التنفيذي رقم 13224 والذي صدر في إعقاب أحداث 11 سبتمبر 2001.
في أغسطس 2012، كلف آية الله علي خامنئي، الحرس الثوري وفيلق القدس، بزيادة الهجمات الإرهابية، وحسب وجهة نظر الحكومة الإيرانية فأن مصالحهم تتعرض للخطر والتهديد بسبب العقوبات المفروضة على إيران من قبل الأمم المتحدة ودعم العالم الغربي للمعارضة السورية.

### وزارة الاستخبارات والأمن
يعتقد بأن وزارة الاستخبارات والأمن الإيرانية تقوم بجمع المعلومات الاستخباراتية، لاستخدمها للتخطيط لهجمات إرهابية. ويعتقد أيضا، بأن الوزارة لديها اتصال وارتباط ودعم مع جماعات إرهابية وحركات أصولية إسلامية. كما يعتقد بأن الوزارة نفسها تقوم ببعض الأعمال الإرهابية الموجهة في معظمها للمعارضين السياسيين.

## الأعمال الإرهابية ضد الدول والأفراد الآخرين

### القبض على الرهائن الأمريكيين
- في 4 نوفمبر عام 1979، اقتحم 500 إيراني، مبنى السفارة الأمريكية في طهران، وقاموا باحتجاز وأسر 90 من الموظفين والزوار في الأسر كرهائن. في وقت لاحق، قاموا بالأفراج عن غير الأمريكيين، والنساء والأمريكيات من أصل أفريقي، وتبقى 52 أمريكيا، ظلوا في الأسر كرهائن لمدة 444 يوما. قام الأمريكان بفرض حظر ضد إيران، وطالبوا بأن يتم الإفراج عن الرهائن. فيما طالبت إيران برفع الحظر عن الأصول الإيرانية المجمدة في الولايات المتحدة (24 مليار دولار) كشرط لأطلاق سراح الرهائن. كما طالبت إيران أيضا، إلى اعتقال شاه إيران الذي كان يقيم حينها في الولايات المتحدة وتسليمه إلى إيران. في وقت لاحق، وافقت إيران بقبول مبلغ 8 مليارات دولار من الأصول المجمدة في مقابل إطلاق سراح الرهائن.
- في عام 2000، أقام الرهائن السابقين، دعوى قضائية ضد الحكومة الإيرانية، واتهامها بأنها دولة راعية للإرهاب، وبالمطالبة بمحاكمتها تحت بنود قانون مكافحة الإرهاب الصادر في 1996. تم كسب الدعوى، ولكن بدون منح تعويضات، وذلك بسبب أن الحكم الصادر عام 2002، قد ذكر بأن من شروط الإفراج عنهم عدم منح أي تعويض للأضرار.[7]

### خطة اغتيال السفير الأمريكي في جنوب إفريقيا 2020
نشرت بوليتيكو تقريراً يكشف عن خطة إيران لاغتيال السفيرة الأمريكية لدى جنوب إفريقيا لانا ماركس، والتي قيل إنها مرتبطة بشبكة سرية في السفارة الإيرانية في بريتوريا، عاصمة البلاد. لانا ماركس تبلغ من العمر 66 عامًا وتولت في أكتوبر 2019 سفارة الولايات المتحدة في جنوب إفريقيا.
أثار إصدار تقرير بوليتيكو رد فعل قوي من الرئيس الأمريكي دونالد ترامب، الذي حذر في رسالة على تويتر: «أي هجوم من جانب إيران، بأي شكل من الأشكال ضد الولايات المتحدة، سينتج عنه هجوم أكثر خطورة علیهم ألف مرة».

## تقرير وزارة الخارجية الأمريكية
في يوليو 2012، أصدرت وزارة الخارجية الأمريكية تقريرا حول الإرهاب في جميع أنحاء العالم للعام 2011. وجاء في التقرير أن «إيران لا تزال دولة راعية للإرهاب، وزاد النشاط الإرهابي المرتبط بها في عام 2011» وأيضا «استمرت إيران بتوفير الموارد المالية والمادية والدعم اللوجستي للجماعات الإرهابية والمسلحة في جميع أنحاء الشرق الأوسط وآسيا الوسطى». وذكر التقرير أن إيران واصلت توفير «الدعم الفتاك، بما في ذلك تقديم الأسلحة والتدريب والتمويل والتوجيه، إلى الجماعات العراقية الشيعية المتشددة التي تستهدف القوات الأمريكية والعراقية، فضلا عن المدنيين،» على الرغم من إيران قد تعهدت بدعم الاستقرار في العراق، وان قوات فيلق القدس توفر التدريب لطالبان في أفغانستان على «تكتيكات الوحدات الصغيرة، والأسلحة الصغيرة والمتفجرات، وعلى أسلحة النيران الغير المباشرة، مثل مدافع الهاون والمدفعية والصواريخ.» علاوة على ذلك، ذكر التقرير بأن إيران ساعدت دول أخرى، حيث قدمت الأسلحة والتدريب لنظام الأسد في سوريا والتي أطلقت حملة قمع وحشية على الثوار السوريين، وكذلك ساعدت في إعادة تسليح حزب الله. ويشير التقرير كذلك، إلى أن إيران غير مستعدة لتقديم كبار أعضاء تنظيم القاعدة المقيمين فيها إلى العدالة، ورفضت أيضا تحديد أو حتى الإعلان العلني عن أسمائهم، فضلا عن ذلك، سمحت إيران لأعضاء تنظيم القاعدة بتشغيل وتيسير خط أنابيب عبر الأراضي الإيرانية، مما مكن تنظيم القاعدة من الحصول على الأموال والانتقال الميسر للعمال والمشغلين من وإلى جنوب آسيا وأماكن أخرى.

## بلدان محددة

### الهند
في يوليو 2012، ذكرت صحيفة تايمز اوف انديا، أن شرطة نيودلهي، قد خلُصت إلى أن الإرهابيين الذين نفذوا هجوم 13 فبراير 2012، ينتمون إلى فرع من الجيش الإيراني وهو حرس الثورة الإسلامية، والمجموعة الإرهابية المسؤولة عن الهجوم قامت بتفجير قنبلة استهدفت دبلوماسيا إسرائيليا في نيودلهي، بالهند، مما أسفر عن إصابة أحد موظفين السفارة، وهو موظف محلي، واثنين من المارة. ووفقا للتقرير، فإن الحرس الثوري الإيراني قد خطط لشن هجمات أخرى على أهداف إسرائيلية في جميع أنحاء العالم أيضا.

### المغرب
في 2018 قطع المغرب علاقاته مع إيران بسبب مزاعم عن دعم حزب الله لجبهة البوليساريو في الصحراء الغربية بالأسلحة، وقد تضامنت البحرين وقطر ودول أخرى من الخليج العربي مع المغرب وأيدت قراره. فيما نفى حزب الله اتهامات المغرب بإرساله أسلحة إلى جبهة البوليساريو ووصفها بأنها باطلة، واصفا قرار المغرب بأنه نتيجة لضغوط أمريكية وإسرائيلية وسعودية لتوجيه هذه الاتهامات، وصدر بيان عن الحزب جاء فيه : تعليقا على القرار المغربي بقطع العلاقات الدبلوماسية مع إيران وحول مزاعم وزير خارجيتها بقيام حزب الله بدعم وتدريب جبهة بوليساريو، ينفي حزب الله هذه المزاعم والاتهامات جملة وتفصيلا، كان حريا بالخارجية المغربية أن تبحث عن حجة أكثر إقناعا لقطع علاقاتها مع إيران.

### حزب الله

الرئيس رونالد ريغان وزوجته نانسي خلال مراسم تابين ضحايا تفجيرات بيروت 1983.

شهد عقدي الثمانينيات والتسعينيات من القرن العشرين، موجة من عمليات الخطف والتفجيرات، والاغتيالات التي استهدفت أهداف عربية وغربية، ولاسيما الأمريكية والإسرائيلية، ووقعت تلك الأحداث في لبنان وبلدان أخرى. وشملت الهجمات، التي تنسب إلى حزب الله:
- في 1982-1983، تفجيرات صور الانتحارية.
- في 18 ابريل 1983، تفجير السفارة الأمريكية في بيروتالذي أسفر عن مقتل 58 اميركي ولبناني.
- في عام 1983، قصف ثكنة قوات مشاة بحرية الولايات المتحدة في بيروت وثكنات «دراكر» الفرنسية، والتي قتل فيها 241 أميركي و 58 من قوات حفظ السلام الفرنسية. في 30 مايو 2003، حكم قاض اتحادي أمريكي بأن حزب الله هو من نفذ الهجوم بإيعاز من الحكومة الإيرانية.[16]
- في عام 1983، تفجيرات الكويت بالتعاون مع حزب الدعوة العراقي.[17]
- في 20 سبتمبر 1984، تفجير مرافق تابعة لسفارة الولايات المتحدة الأمريكية في بيروت، مما أسفر عن مقتل 24.[18]
- في 14 يونيو 1985، اختطاف طائرة خطوط تي دبليو إيه الرحلة 847، واحتجاز 39 راكب أمريكي على متنها كرهائن لمدة أسابيع، وقتل بحار واحد من بحرية الولايات المتحدة.
- ما بين 1982-1992، أزمة الرهائن في لبنان، حين تم اختطاف 96 فردا، وجعلهم رهائن، شمل الاختطاف رعايا 21 دولة ومعظمهم من الأمريكان ومن أوروبا الغربية. لا يقل عن ثمانية رهائن توفوا في الاسر، قتل البعض منهم، والبعض الآخر ماتوا نتيجة لنقص الرعاية الطبية الكافية.[19][20]
- في 5 أبريل عام 1988، طائرة الخطوط الجوية الكويتية رحلة رقم 422 من بانكوك إلى الكويت وتحمل 111 راكبا على متنها، مع ثلاثة من أعضاء الأسرة الحاكمة في الكويت. بينهم 6-7 لبنانيين،[21] (من بينهم حسن عز الدين، وهو أحد أعضاء حزب الله، ومن المشاركين اختطاف طائرة تي دبليو إيه الرحلة 847[22]) وكانوا مسلحين ببنادق وقنابل يدوية أجبر قائدها على الهبوط في مدينة مشهد، الإيرانية وطالبوا بالأفراج عن 17 مقاتل شيعي كانوا مسجونيين في الكويت.
- وفقا لمحلل شؤون الشرق الأوسط جيمس فيليبس، كان تفجير لندن في أغسطس 1989، محاولة اغتيال فاشلة قام بها حزب الله لقتل الكاتب البريطاني الهندي المولد سلمان رشدي، بعد أن وضعت الحكومة الإيرانية مكافأة قدرها 2500000 دولار لقتلة بسبب رواية آيات شيطانية.[11][23] وفي عام 2005، دعا مسؤولون إيرانيون مرارا بقتل رشدي.[24]
- في 17 مارس 1992، تفجير السفارة الإسرائيلية في بوينس آيرس، والذي أسفر عن مقتل تسعة وعشرون مدنيا وجرح 242 أخرون. منظمة الجهاد الإسلامي، والتي ترتبط بإيران وحزب الله،[25] ادعت مسؤوليتها عن التفجير.[26] ومازالت حتى الآن عناصر من حزب الله تتباهى بالمشاركة.[27]
- في 18 يوليو 1994، تفجير مركز الجالية اليهودية في الأرجنتين، والذي أسفر عن مقتل 95 شخصا. وادعى حزب الله المسؤولية عن الحادث.[28]
- في 19 يوليو 1994، تفجير طائرة خطوط الااس تشيركانز الرحلة 901، بواسطة انتحاري على متن الطائرة. يعتقد بأن يكون المفُجر رجل يدعى جمال ليا.[29] الحادث أسفر عن مقتل 21 في بنما. وادعى حزب الله المسؤولية.[30]
- في 25 يونيو 1996، تفجير أبراج الخبر في السعودية، مما أسفر عن مقتل 19 جنديا أمريكيا. وفي 22 ديسمبر 2006، حكم القاضي الاتحادي رويس لامبيرث، بأن إيران مسؤولة عن الهجوم، قائلا «إن مجمل الأدلة في المحاكمة ... تثبت بان تفجير أبراج الخبر، كان برعاية وتمويل من القيادة العليا في حكومة جمهورية إيران الإسلامية. وأن سلوك المتهمين في تسهيل وتمويل، وتقديم الدعم المادي لإحداث هذا الهجوم كان متعمدا، ومتطرف، وارهابي».[31]
- في 18 يوليو 2012، تفجير بورغاس الانتحاري، كان على حافلة تقل سياح إسرائيليين في مطار بورجاس بمدينة بورجاس ببلغاريا، مما أسفر عن مقتل 6.[32] وصرح وزير الدفاع الإسرائيلي إيهود باراك بأن التفجير من تنفيذ حزب الله اللبناني الذي يحظى بدعم إيراني [33]

وتشمل أساليبها عمليات الاغتيالات والخطف والتفجيرات الانتحارية وحرب العصابات. ويعتقد بأن تكون واحدة من جماعات المقاومة الإسلامية هي التي جعلت التفجيرات الانتحارية الاستخدام المشترك. هجمات أخرى لحساب حزب الله ما يلي:
- إطلاق مئات الصواريخ على شمال إسرائيل بشكل يومي والقبض على جنود إسرائيليين في عام 2006.[34]
- وفقا لضابط كبير في الاستخبارات، عام 2005 حين اغتيل رئيس الوزراء اللبناني رفيق الحريري نفذه حزب الله بتوجيه من وكلاء إيران.[35]